# Gylmar dos Santos Neves
Gylmar dos Santos Neves, més conegut com a Gilmar, (Santos, 22 d'agost de 1930 - São Paulo, 25 d'agost de 2013) fou un futbolista brasiler de les dècades dels 50 i 60 que jugava de porter. Segons el llibre d'Alex Bellos, Futebol: The Brazilian Way of Life, el seu nom prové del dels seus pares, Gilberto i Maria.
Pel que fa a clubs, només defensà el color de Corinthians i Santos. Amb Corinthians fou campió paulista els anys 1951, 1952 i 1954. El 1961 fitxà pel gran Santos de Pelé, Pepe, Zito, entre d'altres. En aquest club guanyà cinc campionats estatals (1962, 1964, 1965, 1967, 1968), cinc nacionals (1961, 1962, 1963, 1964, 1965), dues Copes Libertadores (1962 i 1963) i dues copes Intercontinentals (1962 i 1963).
Amb la selecció del Brasil disputà 94 partits, en una època en què no era habitual assolir aquesta xifra. Participà en tres Copes del Món (del 1958 al 1966), essent campió en dues d'elles (1958 i 1962). Fou escollit per la IFFHS millor porter brasiler del segle xx.

## Referències

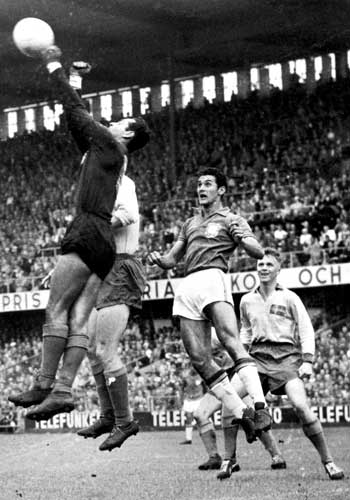
Gilmar captura una pilota davant Orlando al Mundial de 1958.